# 判断力批判

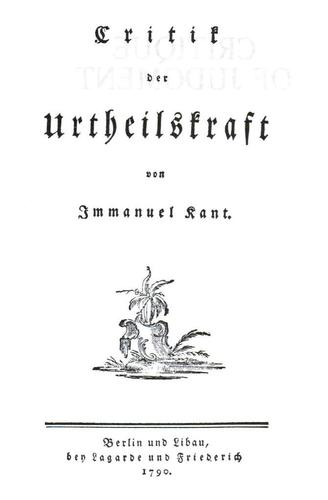

『判断力批判』（はんだんりょくひはん、独: Kritik der Urteilskraft）はイマヌエル・カントが1790年に刊行した哲学書である。上級理性能力のひとつである判断力の統制的使用の批判を主題とする。しばしば第三批判とも呼ばれる。第一部、美的判断力の批判と第二部、目的論的判断力の批判からなり、判断力に理性と感性を調和的に媒介する能力を認め、これが実践理性の象徴としての道徳的理想、神へ人間を向かわせる機縁となることを説く。
同時代の哲学や芸術理論に影響を与えただけでなく、美学、目的論、自然哲学においては現代も読まれる古典的大著である。また第1版の序論、通称第1序論は判断力批判だけでなく、カントの批判哲学の展開全体を考える上で重要な書であり、カッシーラー他の哲学者からも注目される。

## 成立事情
当初は「趣味判断の批判」として構想されたが、のちにカントは、美的判断である趣味判断と目的論的判断が、根底において同一の原理を持ち、統制的判断力というひとつの能力の展開として説明されうるという構想をうるに至った。これは第一批判『純粋理性批判』から『プロレゴーメナ』を経て第二批判『実践理性批判』へといたるカントの思索の展開、とりわけ理性についての把握と構想力概念の展開を反映している。このため最初は構想になかった目的論的判断力の批判が書かれ、第1版は1790年、出版者ド・ラ・ガルドによってベルリンで刊行された。のちにカントは、自らの批判哲学体系の解説でもある第1版の序論を全面的に書き直した。以後の版には第2版以降の序論がつねにつけられ、第1版序文は特に『判断力批判第1序論』（たんに『第1序論』とも）と呼ぶ。

## 概論
本書の主要概念である「趣味判断」（または「美的判断」）とは、人間が物事の美醜を判断する際、その判断の基準は個人の趣味（ドイツ語: Geschmack ; 英語: taste）であるということを意味する。例えば「このバラは美しい」と判断する場合には、個人の感性、表象から行われたと解釈される。ここで行われる判断とは、対象の性質を認識する事によって行われる判断ではないという考え方である。そしてこの趣味判断で美醜を判断する際には、快苦を基準として判断されるという事であり、ある物を美しいものと知覚したならばそれは自身にとって快楽をもたらす事となるものであり趣味であるという立場となる。逆に醜いと知覚したものならば、それは自身に苦痛をもたらす事となるものになるというわけである。ここでの知覚は人間にとって最も単純な事柄でもあるというわけであり、趣味判断というのはこのような単純な形で行われていると位置付けられる。
純粋な趣味判断は、感覚様式における純粋な形式を把握する。善とは異なり、美は概念および関心をもたない愉悦の対象である。美の判断においては想像力と悟性とは一致する。これに対し崇高においては想像力と理性との間には矛盾がある。崇高美は、それとの比較において一切が小さいところのものであり、感性の一切の基準を超える純粋理性そのものにおける愉悦である。
天賦の才能である天才は、芸術に対して規則を与える。天才の作品は範型的であり流派をもつ。美的芸術は、言語的・造形的・感覚遊戯的に区分される。最高のものは詩芸術であり、悟性を実現するものとしての想像力の自由な遊戯である。
美的技術である趣味判断は、芸術にとって欠くことができない条件として最も重要であり、ゆえに、いかなる天才といえども趣味判断を服属させることはできない。もしも趣味判断と天才の２つの特性が対立する場合に、どちらかが犠牲にならざるを得ないのならば、その犠牲はむしろ天才の側において生じざるを得ない。恣意的な概念作用よりも、芸術の内実的な美的技術すなわち趣味が決定的に優先されるのである。
自然目的の概念は、構成に適した物質を適所に組み入れる。有機物においては何ものも無駄でない。また例えば一本の木は種族あるいは個体として自己を生産する。自然の所産においての目的の原理は、自然の特殊な法則を探究するための発見的原理である。全自然の理念は、原因はつねに目的論的に判断されねばならないという課題を課すものである。
美はいわば道徳的なるものの象徴である。道徳的本質としての人間の現存は、みずからに最高の目的そのものをもつ。神の概念を見出したのは理性の道徳的原理であり、神の現存の内的な道徳的目的規定は、最高原因性を思惟すべきことを指示して自然認識を補足するものである。

## 構成
- 美学的判断力の批判
  - 美学的判断力の分析論
    - 美の分析論
      - 趣味判断の第一様式 - 「性質」
      - 趣味判断の第二様式 - 「分量」
      - 趣味判断の第三様式 - 目的の「関係」
      - 趣味判断の第四様式 - 対象の「様態」

    - 崇高の分析論
      - 数学的崇高について
      - 力学的崇高について

  - 美的判断論の弁証論
- 目的論的判断力の批判
  - 目的論的判断力の分析論
  - 目的論的判断力の弁証論

## 日本語訳
- 『判斷力批判』 齋藤要訳、新潮社、1926年
- 『カント著作集 第4巻 判斷力批判』 大西克禮訳、岩波書店、1932年。岩波文庫（上下）、1940年。のち一穂社（オンデマンド版で再刊）
- 『判斷力批判』 坂田徳男訳、鉄塔書院、1932年
  - 『判斷力批判』 坂田徳男訳、三笠書房、1942年、改版1947年
- 『判断力批判』 篠田英雄訳、岩波文庫（上下）、1950年、改訳1964年
- 『カント全集 第8巻 判断力批判』 原佑訳、理想社、1965年
- 『判断力批判 世界の大思想 カント』 坂田徳男訳、河出書房新社、1969年 改版1974年 新版1989年
- 『カント全集 第8・9巻 判断力批判』 牧野英二訳、岩波書店、2000年
- 『判断力批判』 宇都宮芳明訳、以文社（上下）、新版2004年
- 『判断力批判』 熊野純彦訳、作品社、2015年
- 『判断力批判』 中山元訳、光文社古典新訳文庫（上下）、2023年
- 『判断力批判　第一部 訳と詳解』小田部胤久訳、東京大学出版会、2024年